# Ryke Geerd Hamer
Ten artykuł opisuje teorie, metody lub czynności niezgodne ze współczesną wiedzą medyczną.
Ryke Geerd Hamer (ur. 17 maja 1935 w Mettmann, zm. 2 lipca 2017 w Sandefjord) – niemiecki teolog, wynalazca i lekarz w latach 1963–1986 (posiadał tytuł zawodowy „doktora medycyny” równoznaczny z tytułem lekarza), twórca pojęcia „nowa medycyna” (systemu mającego zakwestionować współczesną wiedzę medyczną), twórca systemu pseudomedycznego nazwanego przez siebie „Germańską Nową Medycyną” (nazwa wprowadzona w 2003 roku, inne nazwy wcześniejsze, używane zamiennie to „Niemiecka Nowa Medycyna” i nowa medycyna), zawierający sposoby diagnostyki i leczenia opierające się na hipotezie, że każda choroba ma podłoże psychiczne odwzorowane zmianami w mózgu. Jest twórcą 8 opatentowanych wynalazków (w latach 1976–1978, nowe rodzaje skalpeli i pił chirurgicznych).
W 1981 roku przedstawił na Uniwersytecie w Tybindze rozprawę habilitacyjną opisującą hipotezę o zależności pomiędzy psychiką a powstawaniem nowotworu oraz hipotezę dotyczącą metody diagnozowania raka na podstawie przeżytych przez pacjenta traum. Hipotezy nie zostały jednoznacznie odrzucone, ponieważ w 1982 roku podjęto decyzję o nierozpatrywaniu przedłożonej pisemnej pracy habilitacyjnej. Jako oficjalny powód wskazano braki w dokumentacji opisywanych przypadków, co mogło wskazywać na fałszerstwo. Sam Hamer w autobiografii tłumaczy braki w dokumentacji tym, że opisane przypadki to leczeni przez niego nieodpłatnie bezdomni mieszkańcy Włoch. Sprawa została skierowana przez Hamera do sądu. Według innych źródeł prawdopodobną przyczyną niedopuszczenia do przeprowadzenia rozprawy habilitacyjnej były nie błędy w samej pracy pisemnej, a bardzo zły stan psychiczny Hamera, natomiast jego zwolennicy odrzucenie pracy tłumaczą spiskiem bliżej nieokreślonych „elit”. W latach 1982–1992 Hamer próbował dowieść słuszności swoich odkryć opisanych pracą habilitacyjną na uniwersytetach w Szwajcarii, Francji i we Włoszech, jednak w każdym przypadku wyniki badań zaprzeczały hipotezom. Hamer dowodził skuteczności swoich terapii na podstawie wywiadów z pacjentami, którzy w swojej subiektywnej ocenie czuli się lepiej. Jednak w dłuższej perspektywie nie zaobserwowano poprawy i pacjenci umierali.
W 1986 roku wyrokiem sądu lekarskiego zostało mu cofnięte prawo wykonywania zawodu lekarza, utrata tytułu lekarza została potwierdzona przynajmniej dwukrotnie wyrokiem sądu, w tym w 2003 roku. Równocześnie w procesach tych nie wniesiono o wymierzenie kary ze względu na stwierdzoną u Hamera chorobę psychiczną. W 2001 roku podejście Hamera zostało zweryfikowane negatywnie przez organizację Schweizerische Studiengruppe für Komplementäre und Alternative Methoden bei Krebs na podstawie przypadków pacjentów Hamera, ze względu na zalecenia rezygnacji z terapii medycznych.
W 1995 roku Hamer wyznał publicznie pogląd, że AIDS nie istnieje i jest wynikiem spisku, do tego publicznie podważał sens szczepień uznając, że jest to sposób znakowania (chipowania) ludzi przez tajną organizację.
Był wielokrotnie oskarżany i sądzony, między innymi za: praktykowanie bez zezwolenia, podawanie się za lekarza po utracie uprawnień, bezpodstawne posługiwanie się tytułem naukowym doktora czy narażenie na niebezpieczeństwo zdrowia pacjentów w tym Olivii Pilhar, której sprawa była szeroko nagłośniona w Austrii.
Do 1995 roku w procesach, w których był oskarżany o udzielanie porad lekarskich bez uprawnień lub podawanie się za lekarza, nie był karany ze względu na chorobę psychiczną i niepoczytalność lub zasądzano leczenie w zakładzie psychiatrycznym. Dopiero na skutek wydarzeń z lipca 1995 roku, a więc po zorganizowaniu wyjazdu Olivii Pilhar do Hiszpanii, mimo przeciwwskazań medycznych i nakłonieniu rodziców Olivii do przerwania leczenia został uznany za osobę groźną, która stosuje metody znane z sekt religijnych. 
Po 1995 roku przynajmniej dwukrotnie skazany na karę więzienia: 12 miesięcy pozbawienia wolności w Niemczech za praktykowanie bez uprawnień lekarskich oraz we Francji za oszustwo i współudział w prowadzeniu nielegalnej placówki medycznej. Wyroki więzienia wykonano w latach 1997–1998 oraz 2004–2006. W marcu 2007 roku został oskarżony przed hiszpańskim sądem o przyczynienie się do śmierci pacjentów, których można było uratować. Według oskarżycieli Hamer miał przekonać chorych do hipotezy, że metody terapeutyczne takie jak chemioterapia, radioterapia i stosowanie morfiny są sposobem na zabijanie ludzi przez domniemaną żydowską organizację spiskową. Nie został osądzony, ponieważ opuścił Hiszpanię. 
W latach późniejszych był podejrzewany o propagowanie treści antysemickich poprzez publiczne wypowiedzi dotyczące „spisku żydowskiego prowadzącego do ludobójstwa na nie-żydach". W 2007 roku Hamer wyemigrował z Niemiec, kontynuował wypowiedzi o „spisku żydowskim”, w tym poprzez personalną stronę internetową, co w obawie przed aresztowaniem doprowadziło do wielokrotnej zmiany kraju pobytu. 

## Śmierć syna i hipoteza Syndromu Dirka Hamera
Dirk Hamer był synem Ryke’a G. Hamera, który został śmiertelnie postrzelony około 2:00 18 sierpnia 1978 roku u wybrzeża wyspy Cavallo na Morzu Śródziemnym (Francja). W wyniku odniesionych obrażeń w stanie zagrażającym życiu, w śpiączce trafił do szpitala Porto-Vechio Hospital, a dzień później został przeniesiony do Marseilles Norten Hospital. 30 sierpnia na życzenie Ryke’a G. Hamera został przetransportowany do Szpitala Uniwersyteckiego w Heidelbergu, gdzie zmarł 7 grudnia 1978 roku, a jako przyczynę śmierci wskazano postrzelenie oraz nieudzielenie odpowiedniej pomocy w ciągu pierwszych godzin po wypadku. O postrzelenie oskarżony został Wiktor Emanuel Sabaudzki, który w piśmie z 28 sierpnia 1978 roku przyznał się do przypadkowego postrzelenia Dirka Hamera, mającego wówczas 19 lat. Okoliczności wypadku nie były początkowo jasne, w procesie przed sądem francuskim ustalono, że Wiktor Emanuel Sabaudzki twierdził, iż posiadana przez niego broń wypaliła przypadkowo. Ryke G. Hamer oraz jego córka Brigit Hamer twierdzili, że Wiktor Emanuel Sabaudzki umyślnie strzelił do innej osoby, ale chybił i kula trafiła śpiącego na sąsiednim jachcie Dirka Hamera. Wersję tę miał potwierdzić oskarżony, który w 2006 roku w innej sprawie miał przyznać się do oszukania francuskich sędziów w sprawie śmierci Dirka Hamera.
Ryke G. Hamer w swojej autobiografii opisuje jak po wypadku i śmierci syna pojawiły się u niego poważne problemy zdrowotne, w tym problemy ze snem, koncentracją i pamięcią oraz inne zaburzenia natury psychicznej. W dalszej kolejności pojawiły się problemy zdrowotne całego organizmu, takie jak infekcje i stany zapalne, aż do pojawienia się, jak sam stwierdza, nowotworu jądra (poza wzmianką w autobiografii brak dowodów na chorobę nowotworową u Hamera). Według wysuniętej hipotezy bezpośrednią przyczyną rzekomego zachorowania była przeżyta trauma związana z wypadkiem i śmiercią syna, która w pierwszym momencie skutkowała zmianami w mózgu (tłumacząc np. zaburzenia snu). W dalszej kolejności długotrwały stres, nazwany przez Hamera „konfliktem”, spowodował ogólne pogorszenie zdrowia i w końcowej fazie pojawienie się nowotworu w organie przypisanym do konkretnego rodzaju konfliktu. Opisane zjawisko, czyli powstawanie chorób na skutek traum i nierozwiązanych konfliktów, zostało nazwane przez autora Syndromem Dirka Hamera. Rzekome dowody na poparcie hipotezy istnienia syndromu początkowo opierały się na opracowaniu koncepcji alternatywnego wyjaśnienia przyczyn zachorowania na podstawie przypadku własnego. Następnie do 2004 poszerzona o kolejne przypadki (przynajmniej 12 dodatkowych opisów) oraz nieudokumentowaną statystykę. Hipoteza łącząca traumatyczne przeżycia z zapadalnością na nowotwory jest uznana za fałszywą, ponieważ próby jej potwierdzona na większych próbach dały negatywny wynik. Zaobserwowano jednak mniejszą skuteczność farmakoterapii w przypadku negatywnych przeżyć, analogiczną do efektu nocebo.
Po śmierci syna Hamer uległ załamaniu psychicznemu, co potwierdziło się w jego zachowaniu. Znajduje to między innymi odzwierciedlenie w obsesyjnej chęci uhonorowania syna, np. przez użycie nazwy „Syndrom Dirka Hamera”, oraz nazwanie organizacji powołanej przez Hamera, a która wydaje jego książki „Amici di Dirk”. 

## Nowa Medycyna
Od 1981 do 1992 Hamer usiłował wdrożyć pojęcie „Nowej Medycyny”, której podstawowym założeniem jest odrzucenie osiągnięć medycznych dokonanych po 1945 roku. Hamer uważał, że osiągnięcia naukowe po tym roku nie mogą być zaliczane do medycyny, więc wszystko, co nazywano medycyną w momencie ogłaszania pojęcia Hamera było rodzajem spisku lub fikcji. Pojęcie „nowa medycyna” nie zawierało konkretnych metod badawczych, diagnostycznych ani terapeutycznych, a było pojęciem ideologicznym, zakładającym konieczność poszukiwania nowych metod wspomagających naturalne procesy samoleczenia. Hamer w swojej programie odrzuca pojęcie „choroba” na rzecz określenia „sinnvolles biologisches Sonderprogramm”. Miało to oznaczać na przykład, że jeśli, przykładowo, organizm zapada na nowotwór przewodu pokarmowego, to jest to sposób wydalenie lub strawienie połkniętego obiektu obcego. Po tym jak obiekt zostanie usunięty mikroby przywrócą organizm do stanu poprzedniego, czyli usuną komórki nowotworowe. Podłożem ogłoszenia konieczności poszukiwania „nowej medycyny” były według Hamera wysokie koszty prowadzenia badań medycznych. Sprawiało to, że tylko najbogatsze kraje – jak USA, Izrael lub Japonia – prowadziły badania medyczne. Według Hamera mogło to oznaczać, że używają ich tylko do swoich celów. W zamian proponował rozwój metod psychoterapeutycznych jako wspomagających samoleczenie. Hamer wielokrotnie zapraszany był do udziału w dyskusjach w mass-mediach na temat nowotworów, przez co idea nowej medycyny stała się względnie popularna. Popularność zaczyna wykorzystywać Hamer, proponując w latach 1992-1997 metodę leczenia chorób nowotworowych główwnie za pomocą psychoterapii. Swoje usługi świadczył w ośrodkach terapeutycznych propagujących zasady nowej medycyny w Niemczech, Belgii, Austrii, Holandii i we Włoszech.
Dalsze postępowanie Hamera jest sprzeczne z pierwotnymi założeniami nowej medycyny. Mimo głoszenia idei odrzucenia współczesnej wiedzy medycznej Hamer chętnie korzystał z wyników badań tomograficznych.
Hamer notuje u osób, które rzekomo leczy z chorób nowotworowych poprawę nastroju i samopoczucia oraz pojawienie się u chorych subiektywnego odczucia, jakoby ich stan zdrowia się poprawiał. Przygotował również film dystrybuowany na kasetach VHS; zawierał wystąpienia osób, które wyznają, że w ich subiektywnym odczuciu następuje uzdrowienie. Niemniej osoby te umierają w krótkim czasie na raka.

## Sprawa Olivii Pilhar (1995)
Hamer był związany z przypadkiem leczenia nowotworu u Olivii Pilhar, sześcioletniej wówczas obywatelki Austrii, córki Eriki i Helmuta Pilhar. U Olivii zdiagnozowano guz Wilmsa, to jest nowotwór nerki wieku dziecięcego. Jest to choroba wrodzona, występująca u 1% dzieci, związana z delecją chromosomu 11 i dziedziczona w 30% przypadków (1 z rodziców miał nerczaka). Stan ogólny Olivii w lipcu 1995 był dobry, co jest typowe w przebiegu tego nowotworu, w analogicznych przypadkach przeżywalność (powyżej 2 lat życia) była szacowana na 90%. Rodzice Olivii początkowo nie uwierzyli w chorobę córki lub obawiali się bolesnej terapii oraz jej konsekwencji i skonsultowali się z Hamerem.
Zamiast nowotworu nerki Hamer rzekomo zdiagnozował „konflikty” i zalecił odstąpienie od operacyjnego leczenia nowotworu na rzecz psychoterapii, którą rodzice mieli przeprowadzić z Olivią i jej rodzeństwem. Rodzice wówczas odmówili zgody na prowadzenie procedur medycznych. Sprawa została skierowana do austriackiego sądu, który odebrał prawa rodzicielskie Eryce i Helmutowi Pilhar względem Olivii na okres 10 lat. Ostatecznie w obawie przed odebraniem córki rodzice wraz z Olivią uciekli z Austrii do Hiszpanii, gdzie spotkali się z Hamerem. Tam rozpoczęli pseudoterapię pod superwizją Hamera.
Bezpośrednio po wyjeździe rozpoczął się proces, w którym Erika i Helmut Pilhar zostali oskarżeni o spowodowanie zagrożenia zdrowia lub życia swojego dziecka. Równocześnie w krótkim czasie stan zdrowia Olivii znacznie się pogorszył, dziewczynka zaczęła cierpieć z powodu niedrożności jelit oraz problemów z oddychaniem spowodowanych zajęciem przez guza znacznej części jamy brzusznej oraz uciskania płuca. Po 72 dniach w wyniku negocjacji, w których brał udział austriacki prezydent, rodzice zgodzili się na powrót do Austrii. Do tego czasu zdrowie ich córki uległo drastycznemu pogorszeniu. Guz urósł dziesięciokrotnie w stosunku do rozmiaru w momencie diagnozy i ważył cztery kilogramy (Olivia ważyła ok. 18 kg), wypełniając większość jamy brzusznej i naciskając na jej płuca. Uszkodzona została całkowicie jedna nerka (którą wycięto wraz z guzem), a częściowemu uszkodzeniu uległa druga nerka, wątroba oraz płuca. Dodatkowo dziewczynka miała nadciśnienie tętnicze oraz niedrożność dróg żółciowych. Wielorakość schorzeń sprawiło, że lekarze oceniali szanse na przeżycie na 10%.
Po powrocie do Austrii Olivia na podstawie decyzji sądu została poddana chemioterapii, radioterapii oraz leczeniu operacyjnemu. Leczenie, które trwało 8 miesięcy, dało pozytywny skutek i Olivia Pilhar została całkowicie wyleczona. Jej los nie był powszechnie znany do 2008 roku, kiedy zgłosiła się na casting dla modelek. Jej rodzice zostali bezpośrednio po powrocie do Austrii aresztowani (październik 1995) a następnie uznani za winnych narażenia córki na utratę zdrowia lub życia i oboje skazani na ośmiomiesięczne kary więzienia w zawieszeniu (październik 1996).
Hamerowi nie postawiono innych zarzutów niż udzielanie porad medycznych bez uprawnień i oszustwo (podawanie się za lekarza mimo utraty tytułu zawodowego). Zarzut ten jednak wycofano w Austrii, ponieważ w tym samym czasie został o ten sam czyn oskarżony przed sądem w Kolonii. Według prawodawstwa austriackiego Hamer nie popełnił innego przestępstwa, a samą pseudoterapię stosował dopiero po wyjeździe z Austrii. Nie został również oskarżony o oszukanie Pliharów dzięki zeznaniom Helmuta Pilahra, który był wiernym wyznawcą „nowej medycyny”. Helmut Pihlar wydał książkę zawierającą szereg teorii spiskowych i oskarżeń o znęcanie się lekarzy nad dziećmi oraz broniącą Hamera.

## Niemiecka Nowa Medycyna (1997-2003) / Germańska Nowa Medycyna (2003-2017)
Hamer po wyjściu z więzienia, gdzie odsiedział 9 z zasądzonych 12 miesięcy, ogłosił założenia „Niemieckiej Nowej Medycyny”. Pseudomedyczny system „Niemieckiej Nowej Medycyny” opiera się początkowo na trzech wymyślonych przez Hamera zasadach i jest skoncentrowany na chorobach nowotworowych. Podstawą systemu była wyrażona przez Hamera „żelazna zasada raka” zbieżna z hipotezą „Syndromu Dirka Hamera”. Pozostałe dwie zasady dotyczyły rzekomego samoleczenia chorób nowotworowych.
Przed osadzeniem w więzieniu zmarły przynajmniej cztery osoby, które na wyraźną sugestię Hamera zrezygnowały z terapii medycznych (po jednej w Hiszpanii i Szwajcarii oraz dwie osoby we Francji - informacja na podstawie dokumentów sądowych), ale liczba zgonów osób leczonych przez Hamera do 1997 roku szacowana jest na 50. Brak przypadków wyleczenie jego metodami. Ponieważ przypadki miały miejsce w jego klinikach, zostają one zamknięte.
W tym czasie Hamer zerwał kontakty z przedstawicielami medycyny (poza próbą weryfikacji założeń w Trnavie), uznając ich za uczestniczących w międzynarodowym spisku. O spiskowanie mające doprowadzić do zamknięcia jego klinik podejrzewa masonów, żydów lub międzynarodowe koncerny medyczne. 
Równocześnie odciął się od części swoich zwolenników, a pozostałych zorganizował w sektę, np. uznając wyłącznie tych zwolenników, którzy przedstawią mu swój tomogram, organizując tajne spotkania lub wymagając datków. Równocześnie zdradzał objawy manii (zmienność nastroju) i paranoi (uważa, że jest gnębiony przez organizację masonów), jednak z zachowaniem stabilności osobowości. Potwierdziło to badanie psychiatryczne przeprowadzone na żądanie sądu w Kolonii (pierwszy wniosek w 1998). Mimo kolejnych wniosków do badania nie dochodziło ze względu na nieobecność na terenie Niemiec.
W 2003 roku ogłosił powstanie nowej Germańskiej Nowej Medycyny, która zawiera pięć zasad i poza nowotworami dotyczy również innych chorób, w tym zakaźnych. Zmiana nazwy jest podyktowana tym, że Hamer uznaje za mogących praktykować wymyślony przez niego system pseudomedyczny wyłącznie osoby mu podporządkowane (nazywające się „germańczykami”) a pojawia się wielu niezależnych naśladowców spoza sekty. Postanawia on zastrzec nazwę „Germańska Nowa Medycyna”. Poglądy wyrażane przez Hamera nabierają wówczas charakteru antysemickiego. W późniejszych latach Hamer zdradzał coraz silniejsze objawy paranoi.

## Pseudoteoria „pierścieni hamera”
W 1998 na wydziale Pielęgniarstwa i Opieki Socjalnej Uniwersytetu w Trnavie (Słowacja) odbyła publiczna dyskusja na temat otwarcia przewodu doktorskiego Hamera.
Rzekomym dowodem na poparcie tez Hamera było istnienie na tomogramach mózgu zaburzenia obrazu w kształcie okręgu lub centrycznych okręgów. Takie zjawisko faktycznie występuje i jest przykładem szumu w obrazie tomograficznym każdego elementu i organu. Przyczyną jest interpretowanie odpowiedzi z niezsynchronizowanych czujników fal tomografu komputerowego jako obrazu interferencji promieniowania rentgenowskiego. Zaburzenie to związane jest z wachlarzowatym kształtem wiązki, który jest odbierany przez wiele czujników w układzie liniowym. Opis, podłoże, wyjaśnienie i autorski sposób eliminacji tego zjawiska został przedstawiony w 2004 roku przez Jana Sijbersa i Andrieia Postnova. Hamer natomiast przedstawił pseudoteorię jakoby obraz w postaci pierścieni obrazował zmiany w mózgu związane z traumatycznymi przeżyciami, nazywając je „pierścieniami hamera”. Pseudoteoria ta została rzekomo potwierdzona podczas badań poprzedzających dyskusję na Uniwersytecie w Trnavie, a dowód miał opierać się na fakcie występowania na tomogramach osób chorych na nowotwory zaburzeń obrazu w postaci okręgów. Pomimo oczywistych wad w przeprowadzonej weryfikacji odbyła się dyskusja.
Okazało się wówczas, że Hamer prowadząc wraz z badaczami z Trnavy weryfikację swoich tez wbrew decyzji sądu podawał się za lekarza, przeprowadzał wywiady z pacjentami i udzielał porad lekarskich, co było złamaniem warunków zwolnienia po odbyciu część kary więzienia. Wniosek rozpatrzono negatywnie, ponieważ zaproponowany sposób weryfikacji nie mógł dać miarodajnych wyników. Negatywny wynik sprawy otwarcia przewodu został przez Hamera i jego zwolenników uznany za spisek "elit", w którym udział ma sąd w Kolonii.